# Peter Reichenbach
Peter Reichenbach (* 31. Oktober 1954 in Zürich) ist ein Schweizer Filmproduzent, Film-, Theater- und Opernregisseur. 1999 gründete er die Filmproduktion C-Films AG.

## Leben
Peter Reichenbach arbeitete als Regieassistent an der Frankfurter Oper, der Oper Köln, der Pariser Oper und den Salzburger Festspielen, u. a. bei Hans Neuenfels, Jürgen Flimm, Jean-Pierre Ponnelle, Peter Stein, Michael Hampe und August Everding. 
Das Filmhandwerk lernte er 1977–1979 in Paris, bei seinem Onkel François Reichenbach.
1981–1990 lebte Reichenbach in West-Berlin und arbeitete als freier Theater- und Opernregisseur u. a. am Schillertheater Berlin, an den Berliner Kammerspielen, der Frankfurter Oper, am Opernhaus Zürich, am Lyric Opera of Chicago, am Landestheater Salzburg, an der Long Beach Opera und am Theater des Westens Berlin.
1990–1999 produzierte er für die Condor Films Spiel- und Dokumentarfilme. Daneben war Reichenbach 1995–1998 künstlerischer Direktor des Filmmusikfestivals Cinemusic Gstaad und veranstaltete Konzerte, u. a. mit Quincy Jones, Liza Minnelli, Toru Takemitsu und Ben Weisman.
Als Filmproduzent und Mitinhaber der C-Films AG produziert und koproduziert Reichenbach seit 1999 Spiel-, Dokumentar- und Fernsehfilme. Die Spielfilme Schellen-Ursli, Mein Name ist Eugen, Grounding – Die letzten Tage der Swissair, Der Verdingbub und Nachtzug nach Lissabon zählen zu den grössten Box-Office-Erfolgen der neuen Schweizer Filmgeschichte.
Peter Reichenbach ist Mitglied der International Academy of Television Arts & Sciences sowie der Europäischen, der Schweizer und der Deutschen Filmakademie.

## Filmografie (Auswahl)

### Produktion
- 1979: Géza Anda – Künstler und Mensch (Dokumentarfilm)
- 2001: Die Manns – Ein Jahrhundertroman
- 2005: Das Zürcher Schauspielhaus (Dokumentarfilm)
- 2005: Mein Name ist Eugen
- 2005: Matchmaker – Auf der Suche nach dem koscheren Mann (Dokumentarfilm)
- 2006: Grounding – Die letzten Tage der Swissair
- 2007: Das wahre Leben
- 2008: Jimmie
- 2008: Johnny Cash at Folsom Prison
- 2011: Drama am Gauligletscher (Dokumentarfilm)
- 2011: Der Verdingbub
- 2013: Recycling Lily
- 2013: Nachtzug nach Lissabon
- 2015: The Team
- 2015: Schellen-Ursli
- 2017: Wilder (Fernsehserie)
- 2020: Platzspitzbaby

### Regie
- 2000: Das Mädchen aus der Fremde
- 2003: Haus ohne Fenster
- 2004: Alles wegen Hulk
- 2005: Das Zürcher Schauspielhaus (Dokumentarfilm)
- 2017: Gottes fröhlicher Partisan (Dokumentarfilm)
- 2023: Durchs Höllentor ins Paradies. Die Geschichte des Kunsthaus Zürich (Dokumentarfilm)